# Boz Ghaz
Boz Ghaz (tiếng Ả Rập: بوز غاز) là một ngôi làng Syria nằm ở Qurqania Nahiyah ở huyện Harem, Idlib. Theo Cục Thống kê Trung ương Syria (CBS), Boz Ghaz có dân số 631 người, dựa theo cuộc điều tra dân số năm 2004.